# Édouard Roulet
Édouard Jules Charles Roulet (Marseille, 16 mars 1863 - Paris, 6 février 1927) est un officier et explorateur français.

## Biographie

### Jeunesse et études
Edouard Roulet effectue ses études secondaires au lycée Thiers. Il sort de l'École spéciale militaire de Saint-Cyr, en 1886, après une mission au Tonkin.

### Parcours professionnel
Il est chargé, en 1898, par Adolphe Cureau de seconder la mission Marchand dans le Bahr el Ghazal, celle-ci progressant vers Fachoda. Roulet, avec deux cents tirailleurs, arrive à Fort-Hossinger le 5 août 1898 mais n'y trouve pas Victor Emmanuel Largeau qui l'attend finalement au lieu-dit de Mechra er Rek sur la Soueh.
Roulet cherche alors un moyen d'accès direct au Nil, au-dessus de Fachoda et du lac No. Il part ainsi vers l'Est le 19 décembre 1898 et fonde, le 1er janvier 1899, le poste de Bia, près de Tumbura sur le Roah. Par un pays très marécageux, il parvient au Nil le 20 mars, à Ghaba Chambé.
Il explore de ce point le Bahr el Ghazal, le Pays des Rivières et fonde une douzaine de postes entre la Soueh et le Nil. Malheureusement, il apprend, alors que la France possède ainsi deux points stratégiques (Fachoda et Ghaba Chambé) sur le haut Nil, qu'un accord entre Londres et Paris, le traité du 21 mars, attribue le Bahr el Ghazal au Soudan anglo-égyptien et il reçoit  l'ordre, le 18 juin 1899, d'évacuer le pays. En 1900, les troupes de Roulet arrivent en Oubangui, reçues par le docteur Joseph Briand à Rafaï, puis, pour les derniers élément à Ouango sur le M'Bomou.
À son retour, il reçoit en 1901 la médaille d'or de la Société de géographie de Paris pour ses relevés géographiques et pour l'étude des peuples Dinka, Bongo ou Djour qu'il a effectuée. Déjà Chevalier (30 octobre 1895), le 13 juillet 1903, il est nommé Officier de la Légion d'honneur.
En 1912, nommé en Mauritanie, il commande la pacification du Hodh et occupe Oualata et Tichit.

## Travaux
- Mission du capitaine Roulet dans le Bahr-el-Ghazal, La Géographie, 1900, p. 306-307
- Du Congo au Nil, Bull. Soc. Géo. de Marseille, 1901, p. 47-63
- La mission Roulet : la France sur le Haut-Nil (1898-1900), Paluel-Marmont, 1933, p. 254